# Johan August Sandels
Johan August Sandels, ursprungligen Sandel, född 31 augusti 1764 i Stockholm, död den 22 januari 1831 i Stockholm, var en svensk greve, militär och ämbetsman. Han är mest känd för sina insatser under finska kriget 1808–1809.

## Biografi
Johan August Sandels föddes 1764 i Stockholm som son till Samuel Sandel (1724–1784), adlad Sandels, och Catharina Elisabeth Brandt (1735–1782), vilken var dotter till kemisten Georg Brandt.

### Militär karriär

#### Tidig karriär
Redan vid 11 års ålder inleddes Sandels militära bana när han blev kadett vid artilleriregementet i Stockholm, vid vilket regemente han två år senare blev officer med underlöjtnants rank. År 1782 utnämndes han där till adjutant, men blev snart flyttad som ryttmästare till finska adelsfanan, troligtvis efter en olöslig tvist med andra officerare. Mindre än ett och ett halvt år senare följde en befordran till major vid karelska dragonkåren, då han endast var 22 år gammal.
Under Gustav III:s krig deltog Sandels inledningsvis i belägringen av Nyslott och erhöll där svärdsorden för sina tjänster. Han invecklades inte i anjalaförbundet, utan blev istället skickad till Stockholm, där han vittnade muntligt inför kungen om vad som hade förekommit. Följande år värvade han en bataljon om 600 man, vilken han förde befäl över under resterande del av konflikten.
Efter att kriget tagit slut år 1790 blev Sandels sekundchef vid karelska dragonkåren jämte en befordran till överstelöjtnant. År 1799 blev han befordrad till överste, vilket år 1803 följdes av att han blev chef för savolax fotjägarregemente. Regementets rekognosceringsväsen utvecklades av Sandels och förbandet som helhet fick en utmärkt status.

#### Finska kriget
Vid utbrottet av finska kriget var Sandels regemente en del av savolaxbrigaden, under befäl av Johan Adam Cronstedt, och deltog i reträtten mot Uleåborg. Där blev de svenska brigaderna dock snart omorganiserade, och Sandels avancerade till befälhavare över den femte brigaden. Han marscherade brigaden till Frantsila efter Cronstedts seger i slaget vid Revolax och inledde kort därefter sin egen offensiv söderut till Savolax och Karelen.
Sandels offensiv söderut började den 2 maj, då han omringade och tillfångatog en rysk styrka i slaget vid Pulkkila. Därefter avsände han mindre avdelningar för att säkra resterande delar av östra Finland. Transporter med proviant erövrades och viktiga orter intogs, bland annat överrumplades Kuopio av Carl Wilhelm Malm den 12 maj. Den 16 maj blev Sandels riddare med stora korset av svärdsorden för sin seger vid Pulkkila och han etablerade sig sedan i en stark ställning vid Varkaus. Han insåg dock att hans offensiva ställning var ohållbar i längden och förberedde därför ett starkare försvar bakom Kallavesi, vid Toivala.
I slutet av månaden avancerade en 7700 man stark rysk styrka under befäl av Michail Barclay de Tolly in från södra karelen och Sandels befallde därav en allmän reträtt mot Toivala. Mindre stridande förekom under den svenska reträtten för att fördröja fienden och Sandels förde själv befäl vid Suonenjoki och Henriksnäs. Efter att Sandels hade intagit sin ställning vid Toivala ersatte han inte sin offensiva krigföring mot en mer defensiv. Barclay de Tolly, som marscherade västerut med en stor del av sin division, tvingades återvända efter två svenska landstigningar och Malm skickades bort till karelen för att genom ett bondekrig säkra den östra svenska flanken. Genom dessa handlingar kunde Sandels stå emot en tredubbel rysk styrka medan hans egen brigad överskattades genom hans offensiva aktioner. Detta fick stora strategiska konsekvenser för kriget eftersom de ryska styrkorna i resterande delar av Finland underminerades.
Under sensommaren blev Sandels försvar av östra Finland dock svårare. Medan ryska styrkor ökade tvingades han sträcka ut sin brigad över ett stort området och sjukdom började decimera antalet soldater alltmer. Till sist beslöt Sandels att retirera norrut till Palois, där han återigen hade förberett en försvarsställning. Reträtten verkställdes den 29 september, och området norr om Kuopio blev därefter besatt av ryska styrkor. Stilleståndet i Lochteå slöts dock av huvudarmén samma dag, vilket tvingade Sandels att överge Palois och föra sin brigad över bron norr om Idensalmi.
Under stilleståndet var Sandels i vanlig ordning aktiv och förberedde för att försvara sin ställning under det oundvikliga slaget. Den 27 oktober avslutades stilleståndet och de ryska styrkornas väntade anfall kom direkt. Efter ett kort försvar av bron föll de svenska soldaterna tillbaka bakom skansarna de placerat på backen vid orten Linna. När de ryska styrkorna sedan anföll skansarna beordrade Sandels i rätt stund ett motanfall ner för backen, vilket drev tillbaka de ryska styrkorna och tvingade dem till reträtt över bron. Mindre stridigheter fortsatte sedan fram till kvällen. Segern i slaget vid Virta bro var inte av stor strategisk vikt, men var däremot en av de största svenska segrarna i kriget, vunnen mot en stor övermakt.
Sandels avreste snart till Sverige, befordrades till generalmajor och fick följande sommar ett befäl i Västerbotten. Här blev han besegrad i slaget vid Hörnefors, men kunde senare återerövra Umeå. Sandels slöt sedan i Frostkåge krigets slutliga stillestånd innan freden skrevs under.

#### Senare karriär

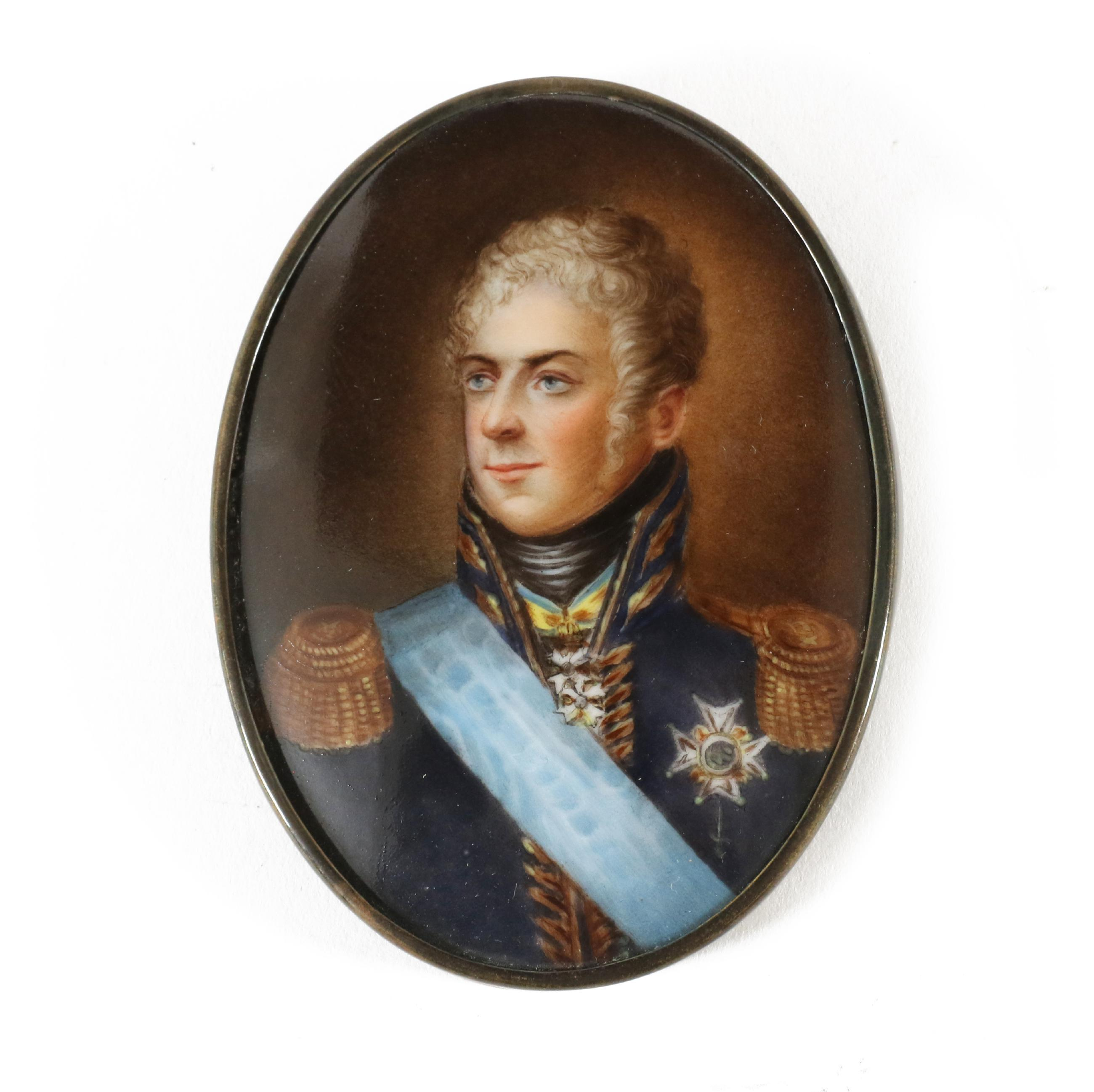
Johan August Sandels, porträtt av I. Fleunder.

Våren år 1810 utnämndes Sandels till ställföreträdande ordförande för krigskollegiet och blev tillförordnad president för densamma året därpå.   
Sandels gavs generallöjtnants rank den 26 januari 1813 och inför operationerna mot Napoleon samma år blev Sandels guvernör över Rügen och Pommern samt befälhavare över de första svenska soldaterna att landstiga under fälttåget. I augusti blev han befälhavare över den andra divisionen, vilken han anförde i offensiven söderut. De svenska soldaterna var oftast en reserv, med undantag av slaget vid Rosslau, där Sandels besegrade en större fransk styrka under befäl av Michel Ney.  
Året därefter var Sandels befälhavare över en avdelning under fälttåget mot Norge. Under det korta fälttåget han Sandels besegra norska avdelningar i striderna vid Tune och Isebro, vilka avslutade Sandels karriär som befälhavare. 

### Administrativ karriär

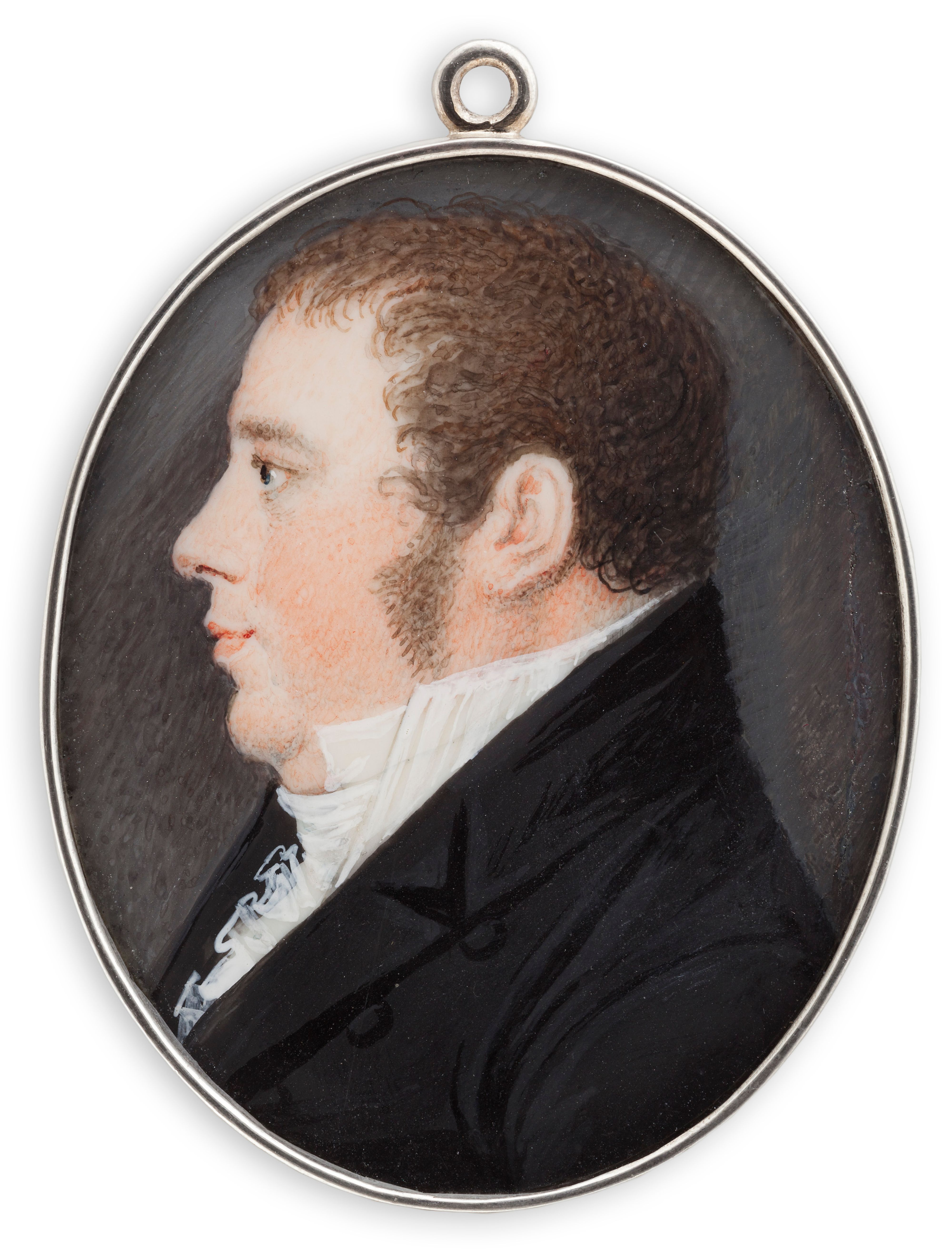
Johan August Sandels, porträtt av Carl Robert Fahlcrantz.

För sina tjänster belönades Sandels den 28 januari 1815 med att bli utnämnd till greve och den 4 augusti samma år fick han posten som ordinarie president över krigskollegiet. I denna befattning blev han ansvarig för en omorganisation och reformer av arbetsgången. Han innehade även titeln lantmarskalk mellan åren 1817 och 1818, blev en av rikets herrar 1818 och mottog befordran till general samma år.
Sandels erhöll den 10 oktober 1818 ämbete som riksståthållare av Norge, eftersom det ansågs att han skulle kunna företräda svenska intressen mer aktivt. Det norska folket visade honom stöd och han vann med tiden en viss popularitet, men hans relation med statsrådet försvårades dock av hans aktiva administration och maktutövande, vilket var en stark kontrast mot hans föregångares mer passiva profiler. Under sina år som riksståthållare ägnade han sig mest åt ekonomiska och militära frågor, men han fick även hantera flertalet konflikter inom den svenska och norska relationen.
Sandels lämnade sitt norska ämbete den 12 februari 1824, men återvände redan den 1 november samma år, trots att hans försämrande hälsa och ålder renderade honom mindre aktiv. Han befordrades kort därefter, den 2 november, till fältmarskalk, den sista i svensk historia. Han lämnade definitivt sitt ämbete som riksståthållare den 27 november 1827.

### Död
Endast lite mer än tre år följde innan Sandels avled den 22 januari 1831 i Stockholm, vid 66 års ålder. Kronprins Oscar närvarade vid hans begravning.

## Familj
Sandels gifte sig med friherrinnan Ulrika Elisabet Hermelin (1786–1869) den 5 november 1809 i Noor. Tillsammans fick de sex barn: sönerna Samuel August, generallöjtnant; Ulrik Fabian, generallöjtnant; Lars Gustaf, generallöjtnant; och Carl Wilhelm, överste; samt döttrarna Augusta Ulrika (1817–1835) och Astrid Ebba Christiana (1820–1886). De tre äldsta sönerna blev grevar i tur och ordning efter fadern, varefter den grevliga ätten utslocknade.

## Eftermäle

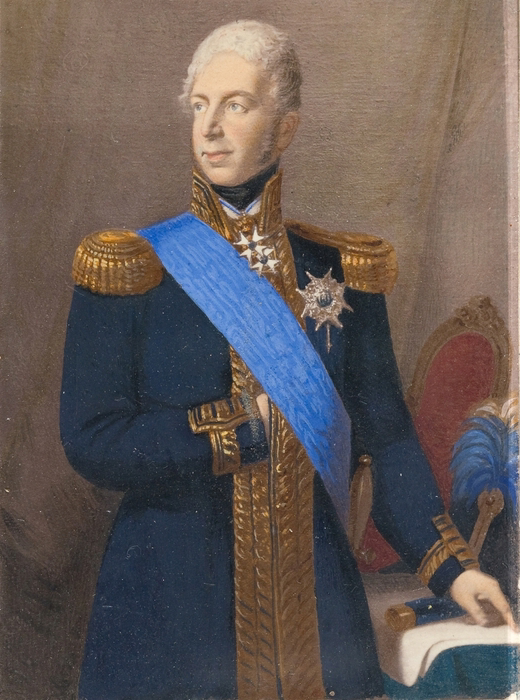
Johan August Sandels som fältmarskalk, porträtt av okänd konstnär.

### Militärt anseende
Sandels militära anseende är stort. Han anses av flera som den främsta svenska befälhavaren under det finska kriget, med en stor taktisk förmåga och mod. Han var dessutom en tålmodig, lugn och beräknad befälhavare som kunde anförtros med egna autonoma befäl. Hans operationer i Savolax och Karelen har även prisats för dess flexibilitet samt för att de genomfördes med begränsade resurser.
Aleksandr Michajlovskij-Danilevskij ansåg att Sandels var "den skickligaste af de emot oss under detta fälttåg agerande Svenska Generaler".

### Ledarstil
Sandels ledarskap har beskrivits som auktoritärt och despotiskt, men han besatt även en stark integritet och förmågan att inge förtroende i andra, vilket bevisas i att han ofta anförtroddes stora militära och administrativa ledarskapspositioner. Med en ansvarsfull natur kunde han också hålla sina mindre önskliga drag i schack.

### Öl
Sandels namn används även av ett finländskt ölmärke som tillverkas av Olvi sedan år 1971. På flaskorna finns korta berättelser om Sandels och hans kärlek till öl och mat. Berättelserna är både på finska och på svenska.

## Populärkultur
- I långfilmen Fänrik Ståls sägner från 1926, baserad på diktverket med samma namn, spelas Sandels av skådespelaren Thor Modéen.

## Utmärkelser
- Riddare av Svärdsorden,  20 december 1788
- Riddare med stora korset av Svärdsorden,  16 maj 1808
- Kommendör av Svärdsorden,  24 september 1810
- Kommendör med stora korset av Svärdsorden,  23 november 1811
- Sankt Annas orden, första klass,  april 1814
- Kungliga Serafimerorden,  28 april 1817[6]
- En av rikets herrar,  11 maj 1818

[Redigera Wikidata]